# Ашанинка

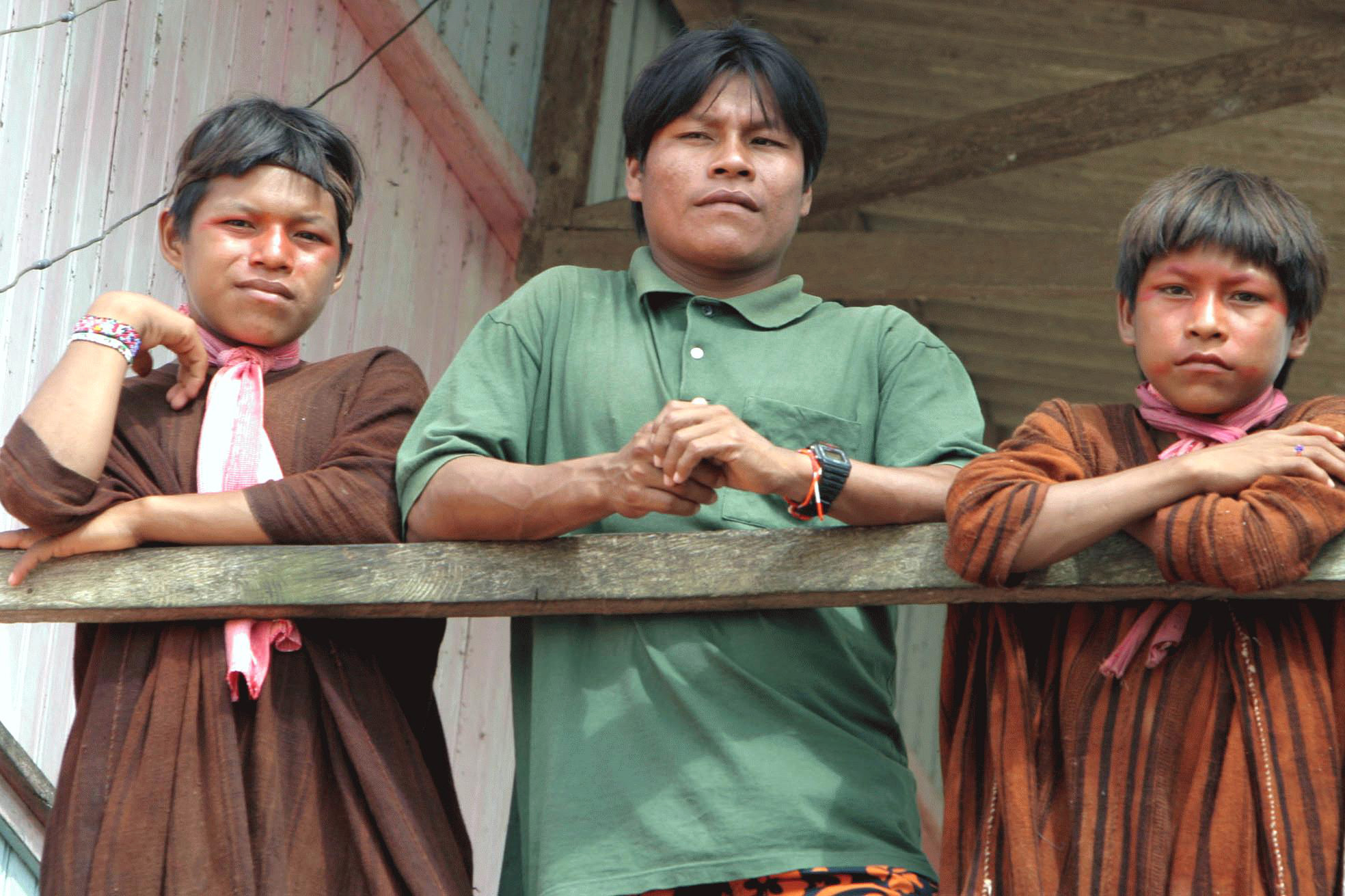

Аша́нинка, или ашенинка, устар. «кампа») — индейское племя, жившее на территории перуанской части амазонских дождевых лесов Перу и в бассейнах рек Укаяли, Апуримак, Пачитеа. Численность оценивается в 41 тысячу человек (2000). Подавляющее большинство живут в Перу, отдельные представители живут также в Бразилии. Традиционная социальная организация — община из нескольких родственных парных семей. Брак патрилокальный, счёт родства билатеральный.

## Религия и язык
В основном исповедуют католицизм. Официальный язык — кампа. Диалекты: собственно кампа, анти, аутанири, каматика, катонго, кимбири, каринаири, пангоа, тампа, угуничири, унини, чичерен. Распространены также кечуа и испанский языки.

## Занятия
Основное занятие — земледелие, которое ведётся ручным подсечно-огневым способом. Выращивают сладкий маниок, кукурузу, фасоль, сладкий картофель. Также занимаются охотой и рыболовством. Основными ремёслами являются ткачество и гончарное мастерство. Также кампа работают по найму на лесозаготовках и сборе хлопка.
Материальная культура креольского типа.

## Традиционная социальная организация кампа
Проживают в полусферических хижинах на одну парную семью. Селение состоит из нескольких таких хижин и хижины для холостяков.